# Olof Hambræus (1722–1784)
Olof Hambræus, född 1722, död 16 december 1784, var en svensk borgmästare och riksdagspolitiker.
Hambræus var son till gästgivaren Olof Hansson i Sund, Norrala socken och antog namnet Hambræus efter faderns födelseort Hamre i nämnda socken. Olof Hambræus inskrevs 1749 i Svea hovrätt och blev Actor Regius i södra Hälsingland. Han valdes till borgmästare i Söderhamns stad den 16 maj 1756 och var riksdagsman 1765–66, 1769–70, 1771–72 och 1778–79. Han var gift med Barbro Kristina Lindwall från Hudiksvall och hans ende son och namne Olof Hambræus (1761–1841) efterträdde honom på borgmästarposten i Söderhamn.
Hambræus gjorde sig synnerligen förtjänt om stadens handel och näringsflit samt om den allmänna ordningen, och det uppges att saköreslängderna under hans ämbetstid endast upptog få personer som blivit pliktfällda för grövre förseelser. Han var känd för sin sparsamhet; bland annat anhöll han 1777 hos landshövdingeämbetet om att allmogen skulle uppmuntras att till staden mot skälig ersättning försälja sina tomma fiskekärl, som "kunna omlagas och åter nyttjas, till besparing av skogarne och till erhållande av fyllest käril, då strömmingsfisket i ymnoghet är förhanden".